# Марь белая
Марь бе́лая, или Марь обыкнове́нная (лат. Chenopódium álbum) — быстрорастущее однолетнее травянистое растение, вид рода Марь (Chenopodium) семейства Амарантовые (Amaranthaceae) (ранее род относился к семейству Маревые).
Несмотря на то, что растение в некоторых регионах культивируется как продовольственное, во многих местах оно считается сорняком.
Растение широко распространено по всему миру, на территории России от Арктики до высокогорных районов на юге. Обычное рудеральное растение в Средней России.

## Ботаническое описание

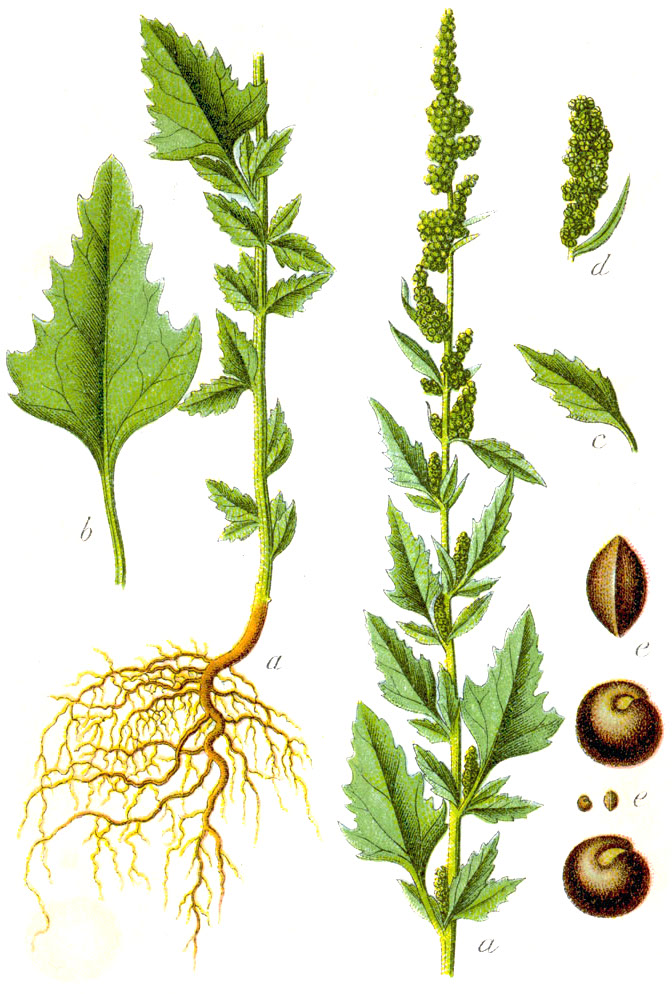

Сильноветвистое однолетнее растение 10—200 см в высоту.
Листья очерёдные вытянутые, яйцевидно-ромбической формы с зубчатыми краями или неглубоко лопастные, реже цельнокрайные с одним крупным зубцом. Часто покрыты мучнистым налётом c обеих сторон.
Цветки обоеполые, небольшого размера, радиально симметричные, образуют плотные верхушечные или пазушные колосовидные соцветия, собранные в метёлку длиной 10—40 см. Листочки околоцветника килеватые. Околоплодник светло-жёлтый, голый или покрытый мучнистым налетом. Цветение происходит во второй половине лета и длится до начала осени.
Семена округлые, около 1 мм в диаметре, чёрные, блестящие, со слабыми радиальными бороздками и острым краем. На одном растении вызревает до 100 000 семян, которые, легко осыпаясь, сильно засоряют территорию. Могут долго находиться в почве до наступления благоприятных условий. При массовом прорастании могут нанести заметный ущерб посевам культурных растений.

### Химический состав
Надземные органы содержат леуцин (хеноподин), бетаин, эфирное масло, витамины C и E, каротин, белки.
|                                     |  |  |
| Слева направо: лист, цветки, семена |  |  |

## Распространение и среда обитания
Чрезвычайно полиморфный широко распространенный вид.
В России и сопредельных странах — обычное сорное растение посевов, огородов, мусорных мест. Встречается во всех районах, в Арктике реже.
Растёт в очень широком диапазоне увлажнения, предпочитает богатые почвы.
Марь белая относится к наиболее распространённым и злостным малолетним яровым сорнякам и даёт ежегодно 500—800 тыс. семян. Имея мощную корневую систему способна поглощать огромное количество воды из почвы, при этом её истощая.

## Хозяйственное значение и применение

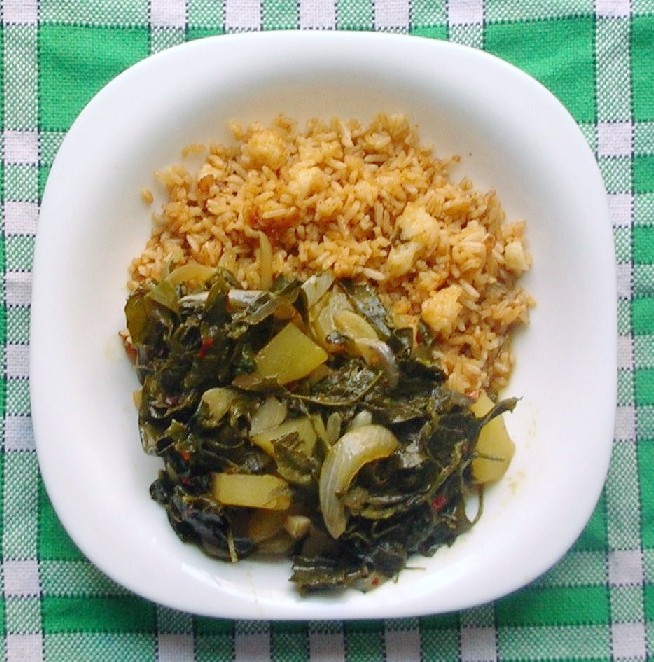
Листья мари белой в соусе карри с луком и картофелем

Зелёные части растения пригодны для корма скота в составе кормовых смесей, силоса или на пастбищах. Семена обладают существенным кормовыми значением, после обработки пригодны для использования на корм скоту.
Охотно поедается алтайским маралом (Cervus elaphus sibiricus Severtzow).
Богатые крахмалом и очень питательные семена раньше использовали как крупу, однако при длительном употреблении в пищу они могут вызвать заболевание нервной системы и пищеварительных органов. Марь белая широко возделывается в Северной Индии как зерновая культура. В английской научной литературе можно встретить упоминание растения под названием на языке хинди बथुआ (bathuā или bathuwā).
Известно о использовании растения в народной медицине для лечения ангин, при болях в животе и в качестве сырья при получении красного красителя.
Молодые листья и побеги съедобны в сыром и варёном виде (их ели в голодные годы).

## Таксономия и внутривидовая систематика
Крайне полиморфный вид, в котором выделяют множество различных форм и разновидностей.

### Некоторые разновидности
- Chenopodium album var. album
- Chenopodium album var. centrorubrum Makino — разновидность с Дальнего Востока,
- Chenopodium album var. missouriense (Aellen) Bassett & Crompton — североамериканская разновидность.
- Chenopodium album var. striatiforme Murr
- Chenopodium album var. reticulatum (Aellen) Uotila

### Синонимы
- Anserina candidans (Lam.) Montandon
- Atriplex alba (L.) Crantz
- Atriplex viridis (L.) Crantz
- Blitum viride (L.) Moench
- Botrys alba (L.) Nieuwl.
- Botrys pagana (Rchb.) Lunell
- Chenopodium agreste E.H.L.Krause
- Chenopodium bernburgense (Murr) Druce
- Chenopodium bicolor Bojer ex Moq.
- Chenopodium borbasiforme (Murr) Druce
- Chenopodium borbasii F.Murr
- Chenopodium browneanum Schult.
- Chenopodium candicans Lam.
- Chenopodium catenulatum Schleich. ex Steud.
- Chenopodium concatenatum Willd.
- Chenopodium ×densifoliatum (Ludw. & Aellen) F.Dvorák
- Chenopodium elatum Shuttlew. ex Moq.
- Chenopodium glomerulosum Rchb.
- Chenopodium laciniatum Roxb.
- Chenopodium lanceolatum Muhl. ex Willd.
- Chenopodium lanceolatum R.Br., nom. inval.
- Chenopodium leiospermum DC.
- Chenopodium lobatum (Prodán) F.Dvorák
- Chenopodium missouriense Aellen
- Chenopodium neglectum Dumort.
- Chenopodium neoalbum F.Dvorák
- Chenopodium opulaceum Neck.
- Chenopodium ovalifolium (Aellen) F.Dvorák
- Chenopodium paganum Rchb.
- Chenopodium paucidentatum (Aellen) F.Dvorák
- Chenopodium pedunculare Bertol.
- Chenopodium probstii Aellen
- Chenopodium pseudoborbasii Murr
- Chenopodium riparium Boenn. ex Moq.
- Chenopodium serotinum Ledeb., nom. inval.
- Chenopodium subaphyllum Phil.
- Chenopodium superalbum F.Dvorák
- Chenopodium viride L.
- Chenopodium viridescens (St.-Amans) Dalla Torre & Sarnth.
- Chenopodium vulgare Gueldenst. ex Ledeb.
- Chenopodium vulpinum Buch.-Ham., nom. inval.
- Chenopodium zobelii Murr ex Asch. & Graebn., nom. inval.
- Chenopodium zobelli A.Ludw. & Aellen
- Vulvaria albescens Bubani